# 第2次ロマーノ・プローディ内閣
第2次ロマーノ・プローディ内閣（だい2じロマーノ・プローディないかく、イタリア語: Governo Prodi II）は、イタリアの第59代内閣。首相（閣僚評議会議長）はロマーノ・プローディ。

## 概要
2005年に結成した中道左派連合「ルニオーネ」は、1996年の総選挙で政権交代を実現したプローディを再び首相候補に選出、翌2006年の総選挙ではシルヴィオ・ベルルスコーニ率いる中道右派連合「自由の家」を抑え、上下両院で過半数を制した。
ルニオーネ内最大勢力の左翼民主主義者と中道政党のマルゲリータが主要閣僚を占め、左派や小政党からの閣僚の登用は最低限にとどまった。
2008年1月、欧州民主連合・人民を率いるクレメンテ・マステッラが法相の辞任と連立与党からの離脱を表明した。マステッラの親族への検察による捜査を内閣が黙認したことへの反発であった。プローディは首相信任案を上下両院に提出し、下院では賛成多数で議決される一方で上院では反対多数で否決された。プローディは首相辞任を表明し、総選挙後の2008年5月、内閣は総辞職した。

## 内閣データ

### 就任日
2006年5月17日

### 退任日
2008年5月8日

### 閣僚データ
- 民主党 - 大臣18、副大臣7、政務次官40
- 共産主義再建党 - 大臣1、副大臣1、政務次官6
- イタリア共産主義者党 - 大臣1、政務次官2
- イタリア急進主義者 - 大臣1、副大臣1、政務次官2
- 民主的左翼 - 大臣1、政務次官3
- 緑の連盟 - 大臣1、政務次官2
- 価値あるイタリア - 大臣1、政務次官1
- 自由民主主義者 - 政務次官1
- 社会主義者 - 政務次官1
- ロンバルディア自治同盟 - 政務次官1
- 非議員 - 大臣1

## 人事

### 閣僚
| 職名                                  | 氏名 | 氏名                                 | 在任期間                      | 所属党派 | 所属党派                                      |
| ------------------------------------- | ---- | ------------------------------------ | ----------------------------- | -------- | --------------------------------------------- |
| 閣僚評議会議長 （首相）               |      | ロマーノ・プローディ                 | 2006年5月17日 - 2008年5月8日  |          | 代議院（下院） 民主党 （無所属→）             |
| 副首相 外相                           |      | マッシモ・ダレマ                     | 2006年5月17日 - 2008年5月8日  |          | 代議院（下院） 民主党 （左翼民主主義者→）     |
| 副首相 文化観光相                     |      | フランチェスコ・ルテッリ             | 2006年5月17日 - 2008年5月8日  |          | 代議院（下院） 民主党 （マルゲリータ→）       |
| 内相                                  |      | ジュリアーノ・アマート               | 2006年5月17日 - 2008年5月8日  |          | 代議院（下院） 民主党 （無所属→）             |
| 経済財務相                            |      | トンマーゾ・パドア・スキオッパ       | 2006年5月17日 - 2008年5月8日  |          | 無所属                                        |
| 国防相                                |      | アルトゥーロ・パリージ               | 2006年5月17日 - 2008年5月8日  |          | 代議院（下院） 民主党 （マルゲリータ→）       |
| 司法相                                |      | クレメンテ・マステッラ               | 2006年5月17日 - 2008年1月17日 |          | 元老院（上院） 欧州民主連合・人民             |
| 司法相                                |      | ロマーノ・プローディ                 | 2008年1月17日 - 2008年2月6日  |          | 代議院（下院） 民主党 （無所属→）             |
| 司法相                                |      | ルイージ・スコッチ                   | 2008年2月6日 - 2008年5月8日   |          | 代議院（下院） 無所属                         |
| 経済開発相                            |      | ピエル・ルイジ・ベルサーニ           | 2006年5月17日 - 2008年5月8日  |          | 代議院（下院） 民主党 （左翼民主主義者→）     |
| 労働社会保障相                        |      | チェーザレ・ダミアーノ               | 2006年5月17日 - 2008年5月8日  |          | 代議院（下院） 民主党 （左翼民主主義者→）     |
| インフラ整備交通相                    |      | アントニオ・ディ・ピエトロ           | 2006年5月17日 - 2008年5月8日  |          | 代議院（下院） 価値あるイタリア               |
| 農林食品政策相                        |      | パオロ・デ・カストロ                 | 2006年5月17日 - 2008年5月8日  |          | 代議院（下院） 民主党 （無所属→）             |
| 教育相                                |      | ジュゼッペ・フィオローニ             | 2006年5月17日 - 2008年5月8日  |          | 代議院（下院） 民主党 （マルゲリータ→）       |
| 保健相                                |      | リヴィア・トゥルコ                   | 2006年5月17日 - 2008年5月8日  |          | 元老院（上院） 民主党 （左翼民主主義者→）     |
| 環境相                                |      | アルフォンソ・ペコラーロ・スカーニオ | 2006年5月17日 - 2008年5月8日  |          | 代議院（下院） 緑の連盟                       |
| 通信相                                |      | パオロ・ジェンティローニ             | 2006年5月17日 - 2008年5月8日  |          | 代議院（下院） 民主党 （マルゲリータ→）       |
| 大学研究相                            |      | ファビオ・ムッシ                     | 2006年5月17日 - 2008年5月8日  |          | 代議院（下院） 民主的左翼 （左翼民主主義者→） |
| 社会連帯相                            |      | パオロ・フェッレーロ                 | 2006年5月17日 - 2008年5月8日  |          | 代議院（下院） 共産主義再建党                 |
| 交通相                                |      | アレッサンドロ・ビアンキ             | 2006年5月17日 - 2008年5月8日  |          | イタリア共産主義者党                          |
| 無任所相 （議会関係・制度改革担当）   |      | ヴァンニーノ・キーティ               | 2006年5月17日 - 2008年5月8日  |          | 代議院（下院） 民主党 （左翼民主主義者→）     |
| 無任所相 （行政改革・技術革新担当）   |      | ルイージ・ニコライス                 | 2006年5月17日 - 2008年5月8日  |          | 民主党 （左翼民主主義者→）                    |
| 無任所相 （州問題・地方自治担当）     |      | リンダ・ランツィロッタ               | 2006年5月17日 - 2008年5月8日  |          | 代議院（下院） 民主党 （マルゲリータ→）       |
| 無任所相 （EU政策・国際貿易担当）     |      | エンマ・ボニーノ                     | 2006年5月17日 - 2008年5月8日  |          | 代議院（下院） イタリア急進主義者             |
| 無任所相 （政府政策実施担当）         |      | ジュリオ・サンターガタ               | 2006年5月17日 - 2008年5月8日  |          | 代議院（下院） 民主党 （マルゲリータ→）       |
| 無任所相 （権利・機会均等担当）       |      | バルバラ・ポッラストリーニ           | 2006年5月17日 - 2008年5月8日  |          | 代議院（下院） 民主党 （左翼民主主義者→）     |
| 無任所相 （青少年・スポーツ政策担当） |      | ジョヴァンナ・メランドリ             | 2006年5月17日 - 2008年5月8日  |          | 代議院（下院） 民主党 （左翼民主主義者→）     |
| 無任所相 （家族政策担当）             |      | ロージー・ビンディ                   | 2006年5月17日 - 2008年5月8日  |          | 代議院（下院） 民主党 （マルゲリータ→）       |